# Kokpekti (huyện)
Kokpekti (Kazakhstan Көкпекті ауданы, Kökpekti awdanı) là một huyện của tỉnh Đông Kazakhstan, miền Đông Kazakhstan. Trung tâm hành chính của huyện là thị xã Kokpekti.